# Bror Ljunggren
Bror Ljunggren, född 18 september 1884 i Helsingborg, död 28 september 1939 i Lund, var en svensk bildkonstnär. 
Ljunggren studerade vid Konstakademien i Stockholm, för Carl Wilhelmson i Göteborg, samt i Köpenhamn. Ljunggren målade motiv från Skånes ostkust, slättbilder med bondgårdar, samt stadsmiljöer från Lund.
Han finns representerad på Malmö museum, Lunds universitets konstmuseum, Helsingborgs museum och Tomelillas museum. Ljunggren är begravd på Norra kyrkogården i Lund.